# Jonas Mačiulis (koszykarz)
Jonas Mačiulis (ur. 10 stycznia 1985) – litewski koszykarz grający na pozycji niskiego skrzydłowego, reprezentant Litwy, multimedalista rozmaitych imprez międzynarodowych, obecnie zawodnik AEK-u Ateny.

## Życiorys
W 2004 zadebiutował w profesjonalnej koszykówce, w litewskim klubie BC Nevėžis. Notował średnio 13,6 punktów na mecz i 5,8 zbiórek. Rok później podpisał kontrakt z Žalgirisem Kowno. W latach 2007 i 2008 zdobył z klubem mistrzostwo Litwy i Puchar Litwy, a w 2008 dodatkowo triumfował w Bałtyckiej Lidze Koszykówki.
1 lipca 2009 podpisał dwuletni kontrakt z włoskim zespołem, Olimpia Mediolan. W czasie gry dla Olimpii doznał kontuzji kolana, która wykluczyła go na dziewięć miesięcy. Włosi nie zdecydowali się na przedłużenie umowy z Mačiulisem.
8 lutego 2012 został graczem LSU-Atletas do czasu znalezienia lepszego klubu. Mačiulis nie pobierał wynagrodzenia za grę. W pierwszym meczu po powrocie po kontuzji, przeciwko BC Kalev/Cramo, rzucił 16 punktów i zaliczył dwie zbiórki.
24 kwietnia 2012 podpisał umowę z Montepaschi Siena do końca sezonu. W lipcu przeniósł się do greckiego Panathinaikosu. W sezonie 2013/14 został mistrzem Grecji oraz zdobył Puchar Grecji. 22 lipca 2013 przedłużył kontrakt o dwa lata. W sezonie 2014/15 ponownie zdobył dublet. 12 czerwca 2014 rozwiązano z nim kontrakt.
26 lipca 2014 związał się dwuroczną umową z Realem Madryt. W swoim pierwszym sezonie w klubie zdobył tryplet. W finale Euroligi Real pokonał Olympiakos 75–59. Na krajowym podwórku, Real dwukrotnie triumfował nad Barceloną, pokonując ją w Pucharze Króla (77–71) i w finale play-offów (3–0).
2 marca 2018 opuścił Real Madryt. 6 marca został zawodnikiem rosyjskiego Lokomotiwu Kubań. 9 sierpnia 2019 dołączył do greckiego AEK Ateny.

## Osiągnięcia

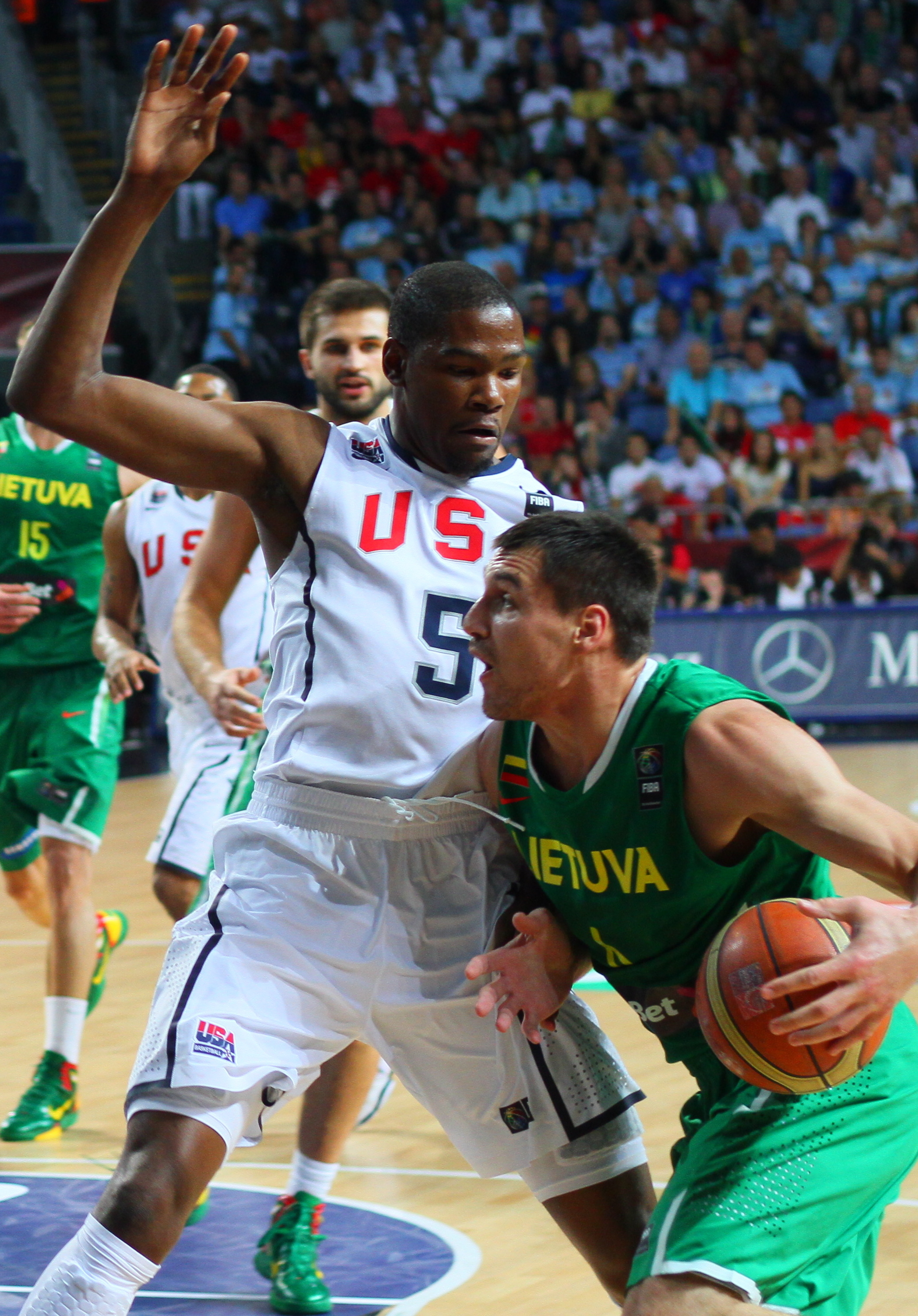
Podczas mistrzostw świata w 2010, w konfrontacji z Kevinem Durantem.

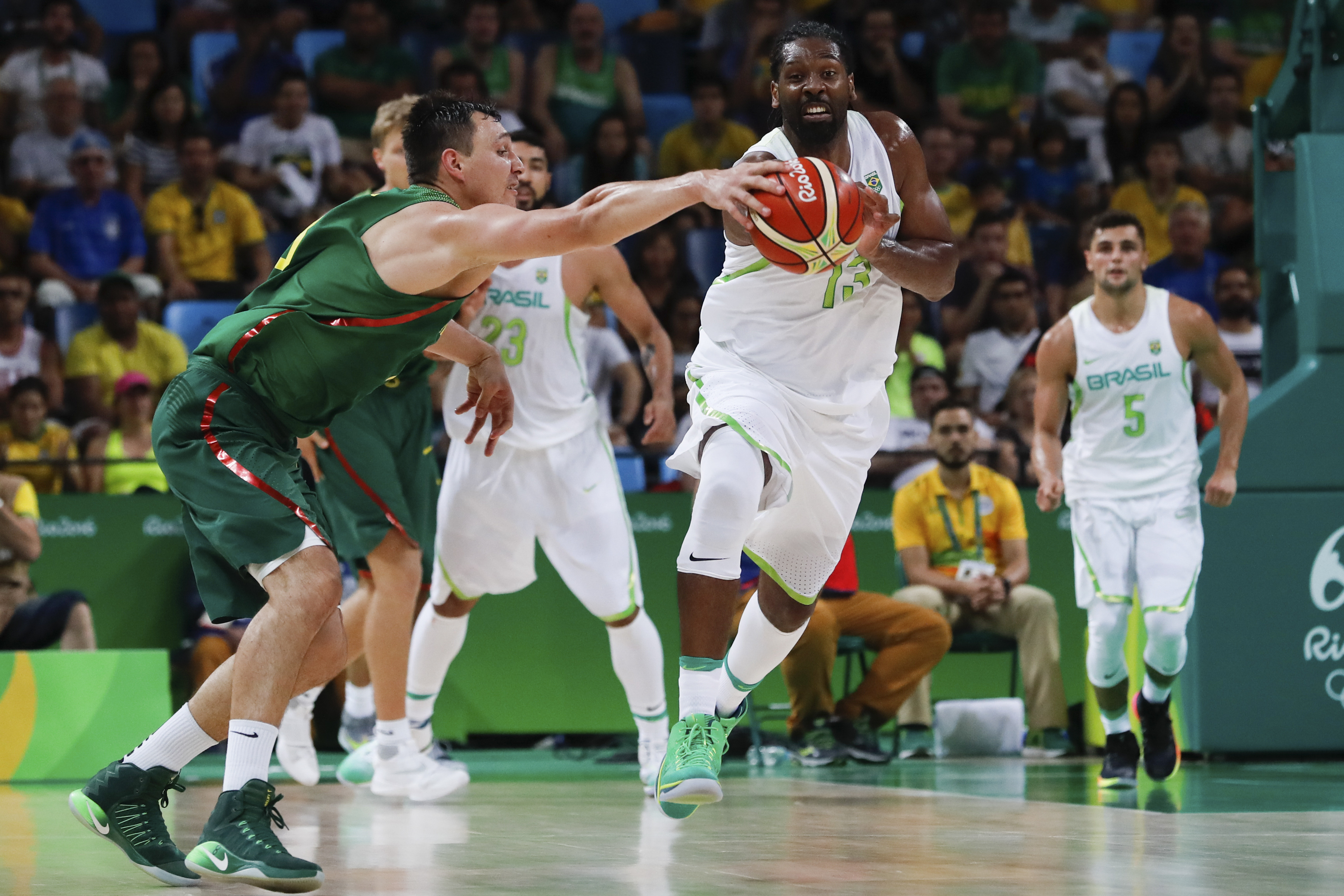
Podczas igrzysk olimpijskich w 2016, w konfrontacji z reprezentantem Brazylii – Nenê.

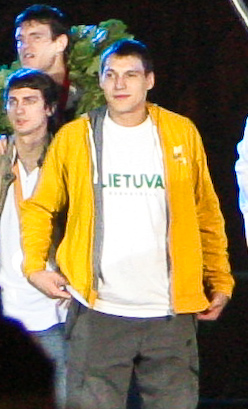
W 2007, w Wilnie, podczas ceremonii uhonorowania kadry za zdobycie brązowego medalu podczas mistrzostw Europy.

Stan na 20 marca 2020, na podstawie, o ile nie zaznaczono inaczej.

### Drużynowe
- Mistrz:
  - Euroligi (2015)
  - Interkontynentalnego Pucharu FIBA (2015, 2019[18])
  - Ligi Bałtyckiej (2008)
  - Hiszpanii (2015, 2016)
  - Włoch (2012)
  - Grecji (2013, 2014)
  - Litwy (2007, 2008)
  - II ligi litewskiej (LKAL – 2003)
- Wicemistrz:
  - Ligi Bałtyckiej (2006, 2007, 2009)
  - Litwy (2006, 2009)
  - Włoch (2010)
  - Hiszpanii (2017)
- 4. miejsce w Eurolidze (2017)
- Zdobywca:
  - pucharu:
    - Challenge Cup Ligi Bałtyckiej (2005)
    - BLL Cup Ligi Bałtyckiej (2009)
    - Hiszpanii (2015, 2016, 2017)
    - Grecji (2013, 2014, 2020)
    - Litwy (2006, 2007)

  - superpucharu Hiszpanii (2014)
- Finalista pucharu:
  - Litwy (2008, 2009)
  - Hiszpanii (2018)
- Brąz:
  - mistrzostw Włoch (2011)
  - superpucharu Hiszpanii (2015–2017)

### Indywidualne
- Koszykarz roku Litwy (2015)
- MVP meczu gwiazd ligi litewskiej (2007 – współlaureat)
- Zaliczony do:
  - I składu ligi greckiej (2014)
- Uczestnik meczów gwiazd ligi:
  - litewskiej (2007–2009)
  - bałtyckiej (2008)
  - greckiej (2019, 2020)

### Reprezentacja
Seniorów
- Wicemistrz Europy (2013, 2015)
- Brązowy medalista mistrzostw:
  - świata (2010)
  - Europy (2007)
- Uczestnik:
  - igrzysk olimpijskich (2008 – 4. miejsce, 2012 – 8. miejsce, 2016 – 7. miejsce)
  - mistrzostw:
    - świata (2010, 2014 – 4. miejsce)
    - Europy (2007, 2009 – 11. miejsce, 2013, 2015, 2017 – 9. miejsce)

  - kwalifikacji olimpijskich (2012)
- Zaliczony do I składu Eurobasketu (2015)
- Lider Eurobasketu w:
  - przechwytach (2015)
  - skuteczności rzutów za 3 punkty (2009 – 58,8%)[19]

Młodzieżowe
- Mistrz:
  - Mistrzostwa świata U–21 (2005)
  - uniwersjady (2007)
- Wicemistrz:
  - świata U–19 (2003)
  - Europy U–20 (2005)
- Brązowy medalista mistrzostw Europy U–20 (2004)
- Uczestnik mistrzostw Europy U–16 (2001 – 4. miejsce)
- Lider:
  - Eurobasketu U-20 w przechwytach (2005)
  - Eurobasketu U-16 w skuteczności rzutów za 3 punkty (2001)